# كارلوس رودريغيز (لاعب رماية)
كارلوس رودريغيز (بالإسبانية: Carlos Rodríguez)‏ هو لاعب رماية مكسيكي، ولد في 7 يناير 1909، وتوفي في 17 أكتوبر 1986.

## وصلات خارجية
- كارلوس رودريغيز على موقع أوليمبيديا (الإنجليزية)